# Live at Knebworth
A Live at Knebworth, vagy a Live Summer 2003 című album Robbie Williams brit popénekes élő albuma, amelyet 2003-ban rögzítettek és abban az évben jelent meg. Az album válogatás a Knebworth-ben megtartott, 3 koncerten elhangzott dalokból.
A három koncertet összesen 375 000 rajongó látta. Az album a leggyorsabban és legnagyobb példányszámban eladott lemez lett az Egyesült Királyságban. Az IFPI 3-szoros platinalemezzé minősítette, mivel 3 millió darabot adtak el belőle, világszerte összesen 3,5 millió kópiát adtak el belőle.
A DVD anyaga a nyári 3 Knebworth Park-ban megtartott koncert anyagából állt össze, címe What We Did Last Summer lett, amely utalás az I Know What You Did Last Summer (Tudom, mit tettél tavaly nyáron című filmre. A DVD a leggyorsabban eladott DVD lett az Egyesült Királyságban 350 000 eladott példányával. Ausztráliában 165 000 darabot adtak el belőle, 25 ezerrel többet, mint magából a nagylemezből.
Robbie meghívta korábbi zenésztársát a Take That-ből, Mark Owent, hogy együtt adják elő a Back for Good című dalt a knebworth-i koncerten. Ez volt az első alkalom, hogy a két énekes együtt szerepelt az együttes 1996-os szétválása óta. Miután Robbie-val szerepelt, Mark Owen visszatért a színpadra, lemezt készített az Island/Universal Records-nál.

## Számlista
| #   | Cím                     | Szerzők                                                            | Hossz |
| --- | ----------------------- | ------------------------------------------------------------------ | ----- |
| 1.  | Let Me Entertain You    | Robbie Williams, Guy Chambers                                      | 5:55  |
| 2.  | Let Love Be Your Energy | Robbie Williams, Guy Chambers                                      | 4:45  |
| 3.  | We Will Rock You        | Brian May                                                          | 1:19  |
| 4.  | Monsoon                 | Robbie Williams, Guy Chambers                                      | 5:10  |
| 5.  | Come Undone             | Robbie Williams, Ashley Hamilton, Daniel Pierre, Kristian Ottestad | 5:34  |
| 6.  | Me and My Monkey        | Robbie Williams, Guy Chambers                                      | 7:20  |
| 7.  | Hot Fudge               | Robbie Williams, Guy Chambers                                      | 5:45  |
| 8.  | Mr. Bojangles           | Jerry Jeff Walker                                                  | 5:25  |
| 9.  | She’s the One           | Karl Wallinger                                                     | 5:43  |
| 10. | Kids                    | Robbie Williams, Guy Chambers                                      | 7:21  |
| 11. | Better Man              | Robbie Williams, Guy Chambers                                      | 2:11  |
| 12. | Nan's Song              |                                                                    | 4:51  |
| 13. | Feel                    | Robbie Williams, Guy Chambers                                      | 5:17  |
| 14. | Angels                  | Robbie Williams, Guy Chambers                                      | 5:55  |

## Kislemezek
Mexikóban az EMI Music promóciós cédéket küldött szét rádióállomásoknak a Feel és az Angels élő változataiból.

## Minősítések, csúcspozíciók és eladás
| Ország             | Csúcspozíció | Minősítés (ha van) | Eladás   |
| ------------------ | ------------ | ------------------ | -------- |
| Argentína          | 7            | 3x platina         | 120,000+ |
| Ausztrália         | 3            | 2x platina         | 140,000+ |
| Ausztria           | 1            | 2x platina         | 60,000+  |
| Belgium            | 5            |                    |          |
| Olaszország        | 4            |                    |          |
| Dánia              |              | platina            | 30,000+  |
| Finnország         | 10           | arany              | 15,303+  |
| Franciaország      | 12           | arany              | 100,000+ |
| Németország        | 1            | 9x arany           | 900,000+ |
| Magyarország       |              | arany              | 5,000+   |
| Hollandia          |              | arany              | 40,000+  |
| Új-Zéland          | 6            | platina            | 15,000+  |
| Portugália         | 1 (5 hétig)  | 2x platina         | 40,000+  |
| Svédország         | 7            | arany              | 20,000+  |
| Svájc              | 2            | 2x platina         | 80,000+  |
| Egyesült Királyság | 2            | 2x platina         | 600,000+ |

## DVD megjelenés
| Ország             | Csúcspozíció | Minősítés (ha van)   | Eladás   |
| ------------------ | ------------ | -------------------- | -------- |
| Argentína          | 10           | arany                | 20,000+  |
| Ausztrália         | 1            | 12x platina          | 180,000+ |
| Finnország         |              | arany                | 4,838+   |
| Franciaország      |              | 2x platina           | 40,000+  |
| Németország        | 1            | 5x platina/11x arany | 525,000+ |
| Mexikó             | 9            | arany                | 10,000+  |
| Hollandia          |              | arany                | 40,000+  |
| Portugália         |              | 12x platina          | 96,000+  |
| Egyesült Királyság | 1            | 7x platina           | 350,000+ |

## Számlista
Az albumot három este alkalmával vették fel Knebworth-ben és utána vágták meg az anyagot. A három este számlistája a következő volt:
| Dal | Első este               | Második este            | Harmadik este                           |
| --- | ----------------------- | ----------------------- | --------------------------------------- |
| 1   | Let Me Entertain You    | Let Me Entertain You    | Let Me Entertain You                    |
| 2   | Let Love Be Your Energy | Let Love Be Your Energy | Let Love Be Your Energy                 |
| 3   | We Will Rock You        | Monsoon                 | We Will Rock You                        |
| 4   | Monsoon                 | Come Undone             | Monsoon                                 |
| 5   | Come Undone             | Strong                  | Come Undone                             |
| 6   | Strong                  | Me and My Monkey        | Strong                                  |
| 7   | Me and My Monkey        | Hot Fudge               | Me and My Monkey                        |
| 8   | Hot Fudge               | Mr. Bojangles           | Hot Fudge                               |
| 9   | Mr. Bojangles           | Supreme                 | Mr. Bojangles                           |
| 10  | She’s the One           | Better Man              | She’s the One                           |
| 11  | Supreme                 | Nan’s Song              | Supreme                                 |
| 12  | No Regrets              | Feel                    | Kids                                    |
| 13  | Kids                    | Rock DJ                 | Back For Good (közreműködik: Mark Owen) |
| 14  | Better Man              | Angels                  | Better Man                              |
| 15  | Nan's Song              | Back For Good           | Nan's Song                              |
| 16  | Feel                    | -                       | Feel                                    |
| 17  | Rock DJ                 | -                       | Rock DJ                                 |
| 18  | Angels                  | -                       | Millennium                              |
| 19  | Back For Good           | -                       | Angels                                  |